# Gnathothlibus brendelli
Gnathothlibus brendelli là một loài bướm đêm thuộc họ Sphingidae. Nó được tìm thấy ở Sulawesi.
Chiều dài cánh trước khoảng 46 mm. Nó giống với Gnathothlibus meeki nhưng có cánh sau dài và khỏe hơn.